# Театр Арістон
Театр Арістон (італ. Teatro Ariston) — кінотеатр у Санремо, Італія. Театр є місцем проведення щорічних конкурсів музичного фестивалю в Санремо, починаючи з 1977 року.
У 1953 р. д-р Арістід Ваккіно італ. Aristide Vacchino купив землю, на якій він будував універмаг, а в 1963 р. був побудований багатофункціональний театр. Спочатку аудиторія складала 450 глядачів, а з часом збільшилася до 2000. У 2017 році родина Ваккіно придбала чотириповерховий будинок, що примикає до театру, який був призначений для конференц-залів, гримерок та логістичних приміщень.